# Okręt (jezioro)
Okręt – jezioro w woj. łódzkim, w powiecie łowickim, w gminie Domaniewice, leżące w obniżeniach doliny rzeki Bobrówki, w pobliżu działu wodnego pomiędzy dorzeczami Wisły i Odry.
Jezioro jest pochodzenia polodowcowego, o płaskich, zarośniętych brzegach i niewielkiej głębokości. Wyjąwszy okolice Gostynina jest to współcześnie, po osuszeniu kurpiowskiego jeziora Serafin, największy naturalny zbiornik na historycznym Mazowszu. Jak wskazuje topografia, stanowiło ono niegdyś jedną całość z pobliskim jeziorem Rydwan. W odróżnieniu od niego, nie zostało ono podzielone na stawy, choć przy brzegach znajdują się groble, umożliwiające komunikację. Walorem przyrodniczym jeziora jest bardzo duże bogactwo ptaków (występuje ponad 180 gatunków) oraz liczne gatunki roślin chronionych. Bardzo liczne są tu również bobry. Na wschód od obu jezior położone są użytkowane jako kąpieliska stawy, powstałe na terenie dawnej kopalni żwiru.
Średnica jeziora wynosi ok. 1,5 km, a jego powierzchnia – 200 ha.